# Edgar Grospiron
Edgar Grospiron, né le 17 mars 1969 à Lélex (Ain), est un champion de ski acrobatique français, spécialisé dans l'épreuve des bosses. Il a été notamment le premier champion olympique de la discipline en 1992 à Albertville, champion du monde à trois reprises (1989, 1991 et 1995) et vainqueur à quatre reprises du classement général de la coupe du monde des bosses (1990, 1991, 1992 et 1994).
Après sa carrière sportive, il poursuit différentes activités liées au sport, commentateur à la télé entre autres, et devient conférencier en entreprise sur la motivation des ressources humaines. Le 18 février 2025, il est nommé président du COJOP, le Comité d'organisation des Jeux olympiques d’hiver 2030.

## Biographie

### Jeunesse
Né à Saint-Julien-en-Genevois en Haute-Savoie en 1969, il fait ses premiers pas dans le ski à 18 mois seulement, il déménage ensuite pour le massif alpin en 1973 (Avoriaz puis Morzine) avant de s'établir à Annecy-le-Vieux en 1978. En 1982, il fait partie du club des sports de la Clusaz et connaît ses premières sélections en équipe de France de ski acrobatique en 1986 avec un premier podium en coupe du monde le 23 mars 1987 à La Clusaz.
Tout petit, il ambitionne d’être le meilleur skieur du monde de sa catégorie. Il tente d’abord de concilier des études avec sa carrière sportive. Ses parents acceptent à condition qu’il se donne à fond dans sa passion. Lors de son inscription en BEP commerce, ils négocient avec l’école un aménagement du cycle de formation. Après deux années compliquées, ses obligations sportives devenant trop importantes, il doit renoncer à ses études pour se consacrer à plein temps à sa carrière de haut niveau.

### Carrière
Sport de démonstration à l'occasion des Jeux olympiques de 1988 à Calgary, Edgar Grospiron prend la médaille de bronze. L'année suivante aux Championnats du monde de 1989, il devient champion du monde des bosses en ski acrobatique, titre qu'il conserve lors de l'édition 1991. Il arrive donc favori à l'occasion des Jeux olympiques 1992 d'Albertville où pour la première fois le ski acrobatique est reconnu discipline olympique. Il confirme ce statut devant plus de 20 000 spectateurs en s'imposant devant un autre compatriote Olivier Allamand (un autre Français termine quatrième de l'épreuve : Éric Berthon). Ce résultat permet de populariser le ski acrobatique dans les médias français qui découvrent un champion charismatique, ce dernier allant à la confidence après sa finale que son régime particulier est « Une semaine vin rouge, une semaine vin blanc ».
Après ce succès, il poursuit sa carrière, malgré un échec aux championnats du monde 1993 avec une 36e place. Il décroche une nouvelle médaille olympique lors des JO de 1994 à Lillehammer, celle-ci en bronze alors qu'il visait l'or. Finalement, l'année suivante c'est sur un titre qu'il prend sa retraite sportive à l'âge de 26 ans avec un troisième sacre de champion du monde en 1995 chez lui à La Clusaz.
Après avoir mis un terme à sa carrière sportive, il devient consultant en management. Il se forme auprès de cabinets de conseils en management pour se reconvertir dans le métier de conférencier sur le thème de la motivation individuelle et collective. Il estime qu'il existe des ponts évidents entre sport et entreprise, notant que les deux milieux utilisent un langage commun (performance, collectif, dépassement de soi). Ce qui l'intéresse le plus dans le management, « c'est l'adaptation aux situations, ce qui fait qu'à un moment ou un autre, les individus se subliment ». Depuis 2001, il a donné plus de 1000 conférences en entreprise. Il est également associé fondateur de Wikane, un cabinet de conseil en stratégie de croissance pour PME et de roadoo-network, une start-up qui développe une application de motivation basée sur le challenge et la récompense.
Depuis 2010, il effectue des missions dans le mouvement olympique. En 2017, il a créé l’association En Piste pour soutenir des jeunes athlètes dans leur quête de podiums, et commente les épreuves de ski de bosses pour différents média (France Télévisions, RMC). Par ailleurs, il continue à collaborer avec l'entreprise Salomon. Enfin, il conseille l’équipe de France de ski freestyle, notamment pour partager son expérience.
Domicilié à Annecy-le-Vieux, il est, lors des élections municipales de 2008, présent en dernière position sur la liste de son ami le député maire sortant Bernard Accoyer, président de l'Assemblée nationale (2007-2012).
En 2008, Edgar Grospiron est l'un des ambassadeurs pour la candidature de la ville d'Annecy pour les JO 2018. En janvier 2009, il est devenu le directeur général du comité de candidature. Il démissionne de ce poste le 12 décembre 2010.
Le 18 février 2025, il est nommé président du COJOP, le Comité d'organisation des Jeux olympiques d’hiver 2030.

## Palmarès

### Jeux olympiques d'hiver
- Jeux olympiques d'hiver de 1988 à Calgary (Canada) :
  -  Médaille de bronze en Bosses (sport en démonstration)
- Jeux olympiques d'hiver de 1992 à Albertville (France) :
  -  Médaille d'or en Bosses
- Jeux olympiques d'hiver de 1994 à Lillehammer (Norvège) :
  -  Médaille de bronze en Bosses

### Championnats du monde de ski acrobatique
- Championnats du monde de ski acrobatique de 1989 à Oberjoch (Allemagne) :
  -  Médaille d'or en Bosses.
- Championnats du monde de ski acrobatique de 1991 à Lake Placid (États-Unis) :
  -  Médaille d'or en Bosses.
- Championnats du monde de ski acrobatique de 1995 à La Clusaz (France) :
  -  Médaille d'or en Bosses.

### Coupe du monde de ski acrobatique
- 4 petits globe de cristal :
  - Vainqueur du classement des bosses en 1990, 1991, 1992 et 1994.
- 61 podiums dont 28 victoires dans les épreuves de coupe du monde.

## Vie privée
En juillet 2013, Edgar épouse Nathalie Thévenet, notaire à Annecy, avec qui il a deux garçons : Henri, né le 17 juin 2017, et Adrien, né le 17 février 2020. Auparavant, il a eu deux filles : Louison (née en 1997), et Zoé (née en 2000). 